# Македонска патриотична организация „3-ти август“ (Джексън)
Македонската патриотична организация „3-ти август“ е секция на Македонската патриотична организация в Джексън, Мичиган, САЩ. Основана е на 1 юни 1934 година от емигранти от Арменско. Организационното име е в памет на сражението от 3 август 1903 година през Илинденското въстание, когато селото е опожарено от турския аскер.